# 인도 공군
인도 공군은 인도 국방부 산하의 군사기관이다. 인도 공군의 주요 임무는 자국의 영공을 방어하고 분쟁시 공중전을 실행하는 것이다. 1932년 10월 8일에 대영제국 소속 보조 공군으로서 창설되었으며 2차 세계대전 당시 활약해 '왕립'의 칭호가 붙게 된다. 1947년에 인도가 영국으로부터 독립한 이후 왕립 인도 공군은 그 명칭을 유지하면서 인도 자치령에 소속되어 있었다. 1950년, 인도가 공화국으로 전환되자 명칭의 '왕립' 칭호는 없어진다.
1950년부터 인도 공군은 이웃하고 있는 파키스탄과 벌어진 4차례의 전쟁에 모두 참전한다. 그외 인도 공군에 의해 실행된 대규모 작전으로는 비자이 작전, 메그두트 작전, 선인장 작전, 푸우말라이 작전 등이 있다. 인도 공군의 역할은 단순하게 적대세력들과 전투를 벌이는 것에서 벗어나 유엔의 평화유지 임무에도 참여하고 있다.
인도의 대통령이 인도 공군 최고 사령관직을 겸하고 있다. 2017년 7월 1일부로 170,576명이 인도 공군에 소속되어있다. 공군 참모총장은 4성 장군이며 공군 명령 체계의 큰 부분을 담당하고 있다. 한 시점에 공군 참모총장은 한 명 이상 존재하지 않는다. 5성 장군인 공군 원수의 계급은 2002년 1월 26일, 인도 역사상 최초로 아르잔 싱에게 부여되었다. 아르잔 싱은 최초의, 그리고 현재까지는 인도 공군의 유일한 5성 장군이다.

## 장비
- 전술임무기 (970여대)
  -  인도 - 수호이 Su-30K/MKI 272기
  -  인도 - MIG-29 80기
  -  인도 - 미라주2000 60기
  -  인도 - 재규어 130기
  -  인도 - 미그27 160기
  -  인도 - 미그21 150기
  -  인도 - BAE 호크 90기

- 지원기(32기)
  -  인도 - A-50 조기경보기 3기
  -  인도 - C-130 수송기 5기
  -  인도 - IL-76 수송기 17기
  -  인도 - IL-78 공중급유기 6기